# Rumänischer Eishockeypokal 2005/06
Der Rumänische Eishockeypokal, rumänisch Cupa României la Hochei pe gheață wird seit 1969 ausgetragen.

## Teilnehmer und Modus
An der Austragung des Rumänischen Eishockeypokals im Jahre 2005 nahm eine unbekannte Anzahl von Mannschaften der Rumänischen Liga teil. Es fand zumindest ein Finalspiel statt. Der Seriensieger Steaua Bukarest konnte sich nach der Niederlage gegen denselben Gegner des vorigen Jahres dieses Mal in der Verlängerung erneut den Pokal sichern.

## Finale
| 10. Oktober 2005 | Steaua Bukarest | 4:3 n. V. (3:1, 0:0, 0:2, 1:0) | SC Miercurea Ciuc | Bukarest |